# Hardwick (Massachusetts)
Pour les articles homonymes, voir Hardwick.
Hardwick est une ville du Comté de Worcester dans l’État du Massachusetts.
Elle a été incorporée en 1739.
Sa population était de 2 667 habitants en 2020.